# ایکسل
شهر ایکسل (به فرانسوی: Ixelles) در شهرستان بروسل در منطقه بروکسل در کشور بلژیک واقع شده‌است.